# Distrito de Ōshima
El distrito de Ōshima (大島郡 Ōshima-gun?) es un distrito localizado en la prefectura de Yamaguchi, Japón. En junio de 2019 tenía una población estimada de 15.554 habitantes y una densidad de población de 113 personas por km². Su área total es de 138,09 km².

## Localidades
- Suōōshima